# Rusticering

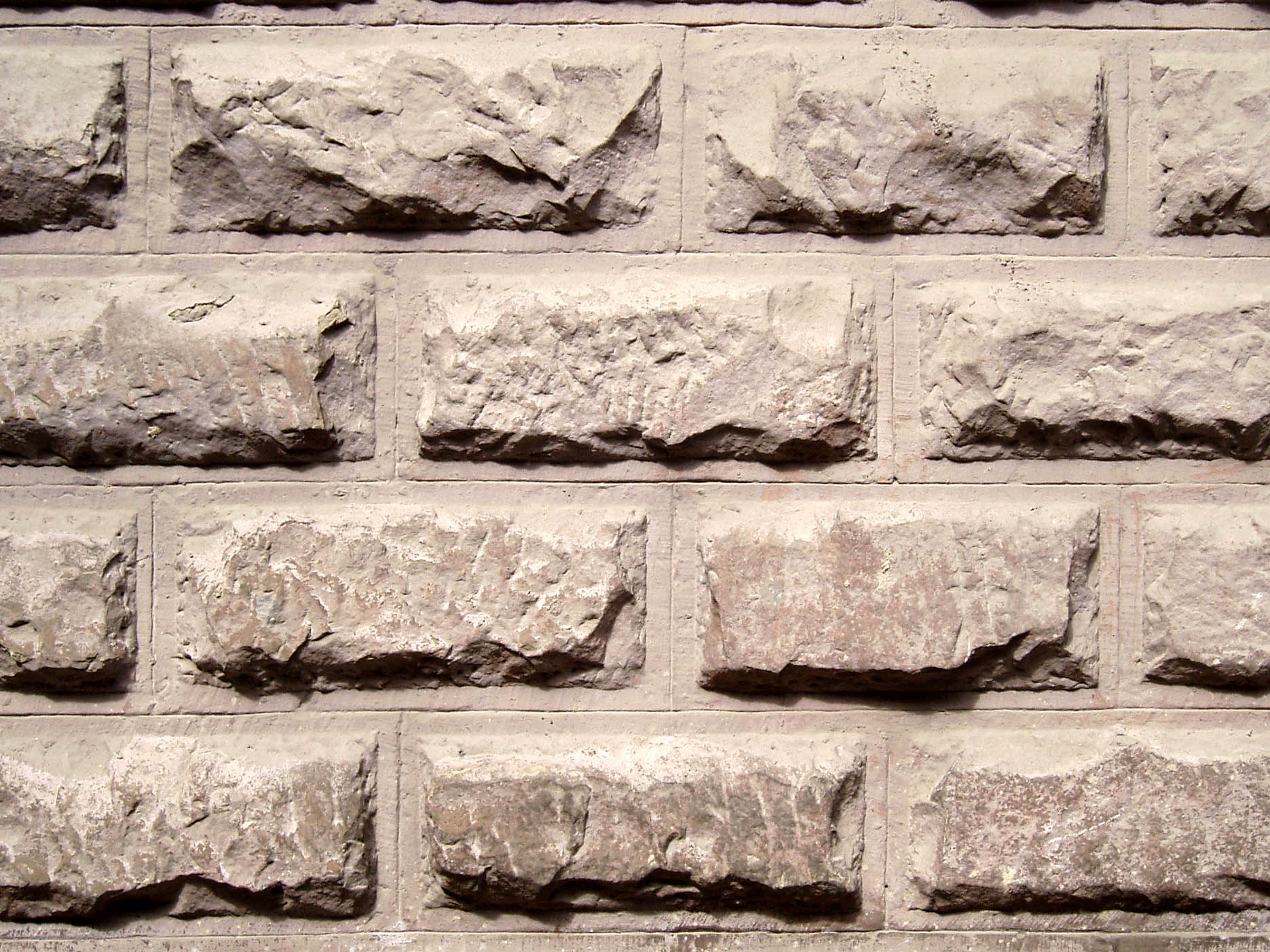
Rusticerande murverk.

Rusticering, eller rustik, är fasadmurverk där murstenarnas utsida lämnas råhuggna och skjuter ut utanför murlivet. Ofta består murverket av stenkvader med djupt markerade fogar. Det förekommer även putsrustik, som är en imitation i puts av en egentlig rustik i sten, samt bandrustik med enbart vågräta markeringar. Ibland används denna typ av fasadgestaltning enbart för att betona byggnadens hörn (se hörnkedja).